# Shirley Chisholm
Shirley Anita St. Hill Chisholm (Nova Iorque, 30 de novembro de 1924 — Ormond Beach, 1 de janeiro de 2005) foi uma política, educadora e autora norte americana. Ela foi a primeira mulher negra eleita no Congresso dos Estados Unidos em 1968, representando o 12º Distrito Congressista de Nova Iorque por 7 mandatos, de 1969 a 1983. Em 1972, tornou-se a primeira mulher negra candidata a presidência dos Estados Unidos, e a primeira mulher a concorrer à presidência pelo Partido Democrata.

## Juventude, família e educação
Shirley Anita St. Hill nasceu em 30 de novembro de 1924, no Brooklyn, Nova Iorque. Filha de imigrantes caribenhos, ela teve três irmãs mais novas. Seu pai, Charles Christopher St. Hill, nasceu na Guiana Britânica e viveu em Barbados por alguns anos antes de migrar para os Estados Unidos pelas Antilhas, Cuba, em 10 de abril de 1923, a bordo do S.S. Munamar. Sua mãe, Ruby Seale, nasceu em Christ Church, Barbados, e migrou para os Estados Unidos a bordo do S.S. Pocome em 8 de março de 1921.
Seu pai era um trabalhador não qualificado, que trabalhava como ajudante de de padeiro, enquanto sua mãe se dividia entre o trabalho de costureira e a criação dos filhos. Por conta das dificuldades da família, em novembro de 1929 Shirley e suas irmãs foram enviadas para Barbados para viver com sua avó materna, Emaline Seale, em uma fazenda na aldeia Vauxhall em Christ Church. Ela não voltou aos Estados Unidos até 19 de maio de 1934 e por conta dos vários anos vividos em Barbados carregou por toda sua vida um forte sotaque indiano ocidental. Como resultado do tempo vivido na ilha, e independentemente do seu nascimento nos Estados Unidos, Chisholm sempre se considerou uma americana barbadiana.
Em 1939, começou a estudar em uma escola para meninas no bairro de Bedford-Stuyvesant, no Brooklyn. Obteve seu diploma de bacharel em Artes pela Brooklyn College em 1946, onde ganhou prêmios para suas habilidades de debate.
Conheceu Conrad O. Chisholm no final de 1940. Ele tinha vindo da Jamaica para os EUA em 1946 e mais tarde se tornaria investigador particular, se especializando em processos judiciais com base em negligência. Eles se casaram em 1949

## Carreira educacional
Entre os anos 1953 e 1959, ela foi diretora do Friends Day Nursery em Brownsville, Brooklyn, e da Hamilton-Madison Child Care Center em Lower Manhattan. Entre 1959 e 1964, ela foi consultora educacional na Division of Day Care. Ficando conhecida como autoridade em assuntos referentes a educação e bem estar infantil.
Enquanto trabalhava em uma instituição de educação infantil ela formou a base da sua carreira política, trabalhando como voluntária para os clubes políticos dominados por brancos em Brooklyn, e com a liga de mulheres votantes.

## Deputada Estadual

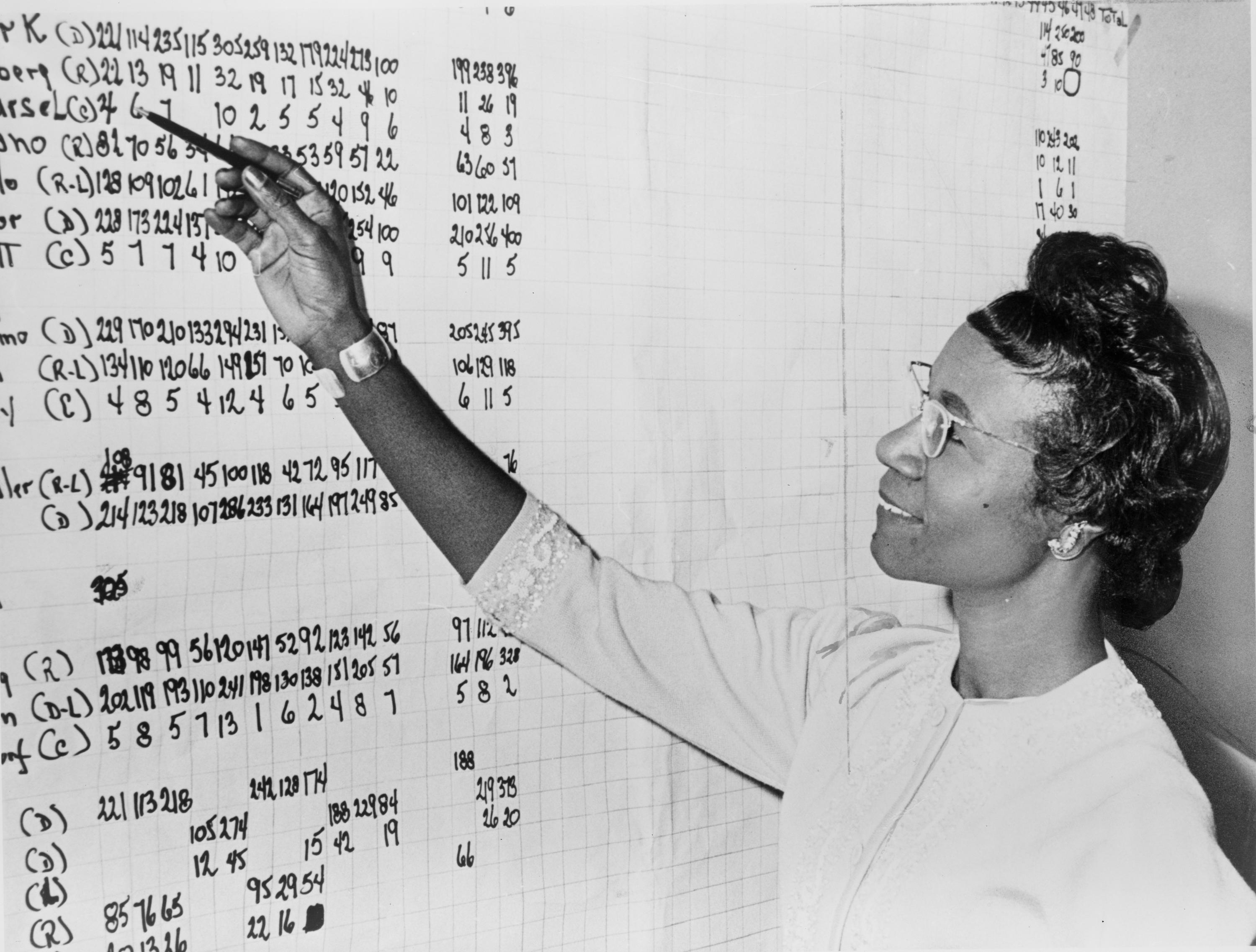
Chisholm revisando estatísticas políticas em 1965.

Entre 1965 e 1969, Chisholm foi membro democrata da Assembleia Estadual de Nova Iorque. Seus sucessos na legislatura incluem a extensão de subsídios de desemprego para trabalhadores domésticos. Ela também patrocinou a introdução de um programa SEEK (Search for Education, Elevation and Knowledge) para o Estado, o que forneceu a alunos desfavorecidos a chance de entrar na faculdade durante a recepção de ensino de recuperação intensiva.
Em agosto de 1968, ela foi eleita no Comitê Nacional Democrata pelo Estado de Nova Iorque.

## Os anos no Congresso

### Primeira eleição
Em 1968 Chisholm concorreu para a Câmara dos Representantes dos Estados Unidos pelo 12º distrito congressional de Nova Iorque, que como parte de um plano da corte mandatada para redestribuição foi significantemente redesenhado para focar no Bedford-Stuyvesant e, como esperado, resultou na primeira membra negra do Congresso pelo Brooklyn. Chisholm anunciou sua candidatura por volta de janeiro de 1968. Seu slogan de campanha era "Unbought and Unbossed".
Em 18 de junho de 1968, nas primárias democratas, Chisholm derrotou dois outros oponentes negros, William S. Thompson e Dollie Robertson. Nas eleições gerais, ela ganhou de James L. Farmer Jr., o ex-diretor do Congresso da Igualdade Racial, que concorria pelo Partido Liberal com apoio republicano. Assim, Shirley Chisholm tornou-se a primeira mulher negra eleita no congresso

### Termos iniciais
Chisholm foi designada ao Comitê Agrícola da Câmara. Por considerar o cargo irrelevante para seus eleitores, entendeu a atribuição como um insulto. Ao apoiar Hale Boggs
para líder do Congresso, Boogs a colocou no Comissão de Educação e Trabalho. Ela chegou a ser o terceiro membro mais graduado desse comitê ao se aposentar.
Todos os contratados para seu escritório eram mulheres, sendo a metade negra.
Se juntou ao Congressional Black Caucus em 1971 como membro fundadora. No mesmo ano, ela também contribuiu para a fundação do National Women's Political Caucus.

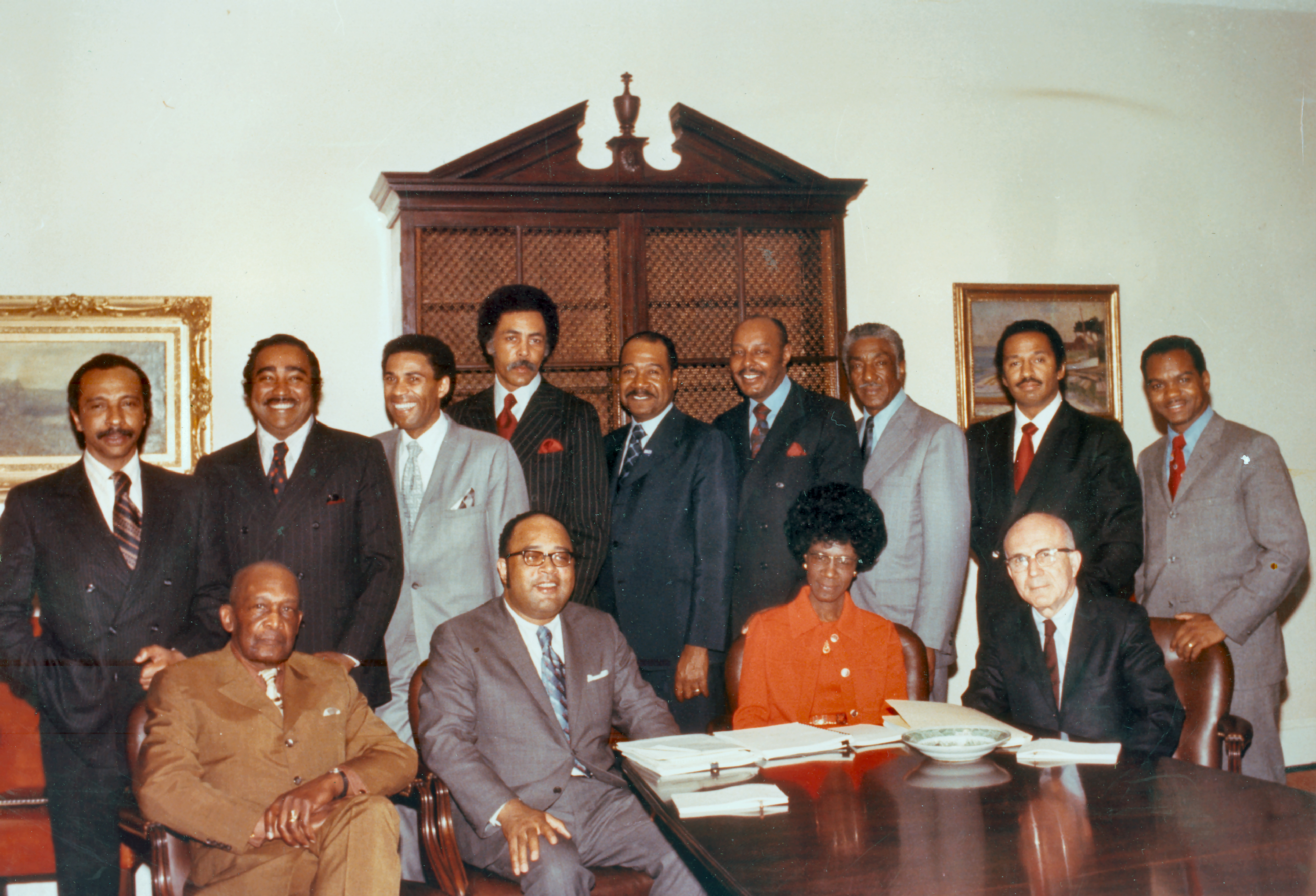
Membros fundadores do Congressional Black Caucus.

Em maio de 1971, juntamente com sua amiga congressista Bella Abzug, apresentou um projeto de lei para destinar 10 bilhões de dólares em fundos federais para serviços de cuidados infantis até 1975. Uma versão menos cara introduzida pelo senador Walter Mondale foi aprovado eventualmente pela Câmara e Senado como Comprehensive Child Development Bill, mas foi vetada pelo presidente Richard Nixon em dezembro de 1971, que além de considerar um projeto caro, compreendeu que seria prejudicial a instituição da família.

### Campanha presidencial de 1972

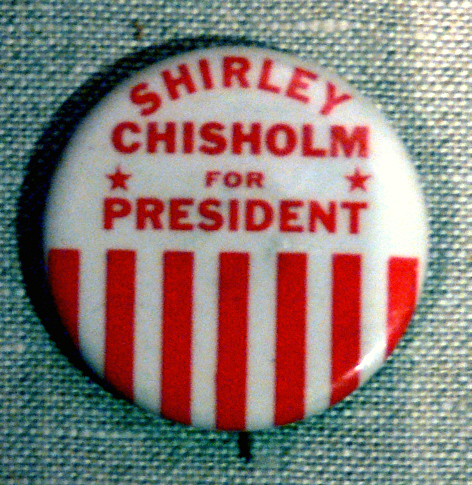
Button da campanha de Shirley Chisholm para a presidência dos Estados Unidos

Chisholm começou a explorar sua candidatura em julho de 1971 e anunciou formalmente sua corrida presidencial em 25 de janeiro de 1972 em uma igreja batista de seu distrito no Brooklyn. Nesta ocasião, ela convocou uma revolução sem derramamento de sangue na próxima convocação de nomeação democrática. Ela se tornou a primeira candidata negra a disputar a presidência dos Estados Unidos em 1972, sendo também a primeira candidata mulher ao cargo pelo Partido Democrata.
Sua campanha teve dificuldades de organização e financiamento desde o início, chegando a usufruir de apenas 300,000 dólares em todo o curso. Ela lutou para ser considerada uma candidata séria ao invés de uma figura política simbólica, pois foi ignorada por boa parte do contingente democrata e recebeu pouco apoio de homens negros.
Sua segurança também se tornou uma preocupação devido a três ameaças de morte. Conrad Chisholm serviu como seu guarda-costas até o Serviço Secreto dos Estados Unidos lhe oferecer proteção em maio de 1972.
Chisholm ignorou a disputa inicial de 7 de março em New Hampshire. Ao invés disso concentrou-se nas primárias da Flórida em 14 de março, aonde acreditava que seria melhor recepcionada pelos movimentos de negros, mulheres e juventude. Contudo, por conta dos problemas de organização em sua campanha e as responsabilidades no Congresso, ela só pode realizar dois balanços da campanha e terminou com 3,5% dos votos, ficando em sétimo lugar.
Chisholm teve dificuldades de acesso as cédulas mas recebeu votos primários em quatorze estados. O maior número de votos se deu nas primárias da Califórnia em 6 de junho onde ela recebeu 157,435 votos, ou seja, 4,4% dos votos, ficando em 4º lugar. E a melhor percentagem de votos em uma primária ocorreu em 6 de maio na Carolina do Norte, onde ficou em 3º lugar por 7,5% dos votos. No geral, ela recebeu 28 delegados durante o processo de primárias.
A base de apoio a Shirley Chisholm foi etnicamente diversificada e incluiu a National Organization for Women. Betty Friedan e Gloria Steinem foram delegadas de Chisholm em Nova Iorque. Durante a temporada de primárias ela recebeu 430,703 votos no total, contabilizando 2,7% do total dos 16 milhões de votantes, ficando em 7º lugar entre os candidatos democratas.
Na convenção nacional do partido democrata de 1972 em Miami Beach, Flórida, havia ainda os esforços em prol da campanha do ex-vice presidente Hubert H. Humphrey para impedir a nomeação do senador George McGovern. Tendo falhado, a nomeação de McGovern foi assegurada e, num ato simbólico, Humphrey direcionou seus delegados negros para Chisholm. Como consequência, somando as deserções de delegados desencantados de outros candidatos com os que ela ganhou nas primárias, ela chegou a cerca de 150 votos na primeira votação da chamada de 12 de julho. O maior apoio veio de Ohio, com 23 delegados, a maioria branco, mesmo que ela não estivesse na cédula de votação nas primária de 2 de maio. Ela ficou em quarto lugar na contagem nominal, atrás dos 1,728 delegados de McGovern. Chisholm revelou que teria concorrido apesar da falta de esperança em uma vitória para mostrar sua vontade e recusa em aceitar o status quo. Dentre os voluntários que foram inspirados por sua campanha política encontra-se Barbara Lee, que continuou a ser politicamente ativa e foi eleita congressista 25 anos depois.
Algumas fontes afirmam que Chisholm ganhou uma primária em 1972, ou ganhou em três estados no geral, com Nova Jersey, Louisiana e Mississippi. Entretanto isso não se encaixa na definição usual de ganhar uma pluralidade dos votos contestados ou atribuição de delegados durante uma primária estadual, ou caucus, ou convenção estadual. Nas primárias de 6 de junho em Nova Jersey, a votação foi complexa caracterizada seleção de votos de delegados e votos não-obrigatórios, indiferente a preferência dos delegados. Na seleção de votos dos delegados o principal candidato do partido democrata, Senador George McGovern, derrotou seu principal rival até o momento, Senador Hubert H. Humphrey, e ganhou a grande parte dos delegados disponíveis.
A maioria dos candidatos democratas não eram favoritos na eleição, incluindo McGovern e Humphrey. Tendo o candidato Terry Sanford, ex-governador da Carolina do Norte se retirado da disputa três semanas atrás, Chisholm recebeu a maioria dos votos (51,433 e 66,9 %) na votação que, contudo, a Associated Press considerou sem significado. Durante a votação efetiva da convenção nacional Chisholm revebeu votos de apenas 4 dos 109 delegados de Nova Jersey. McGovern ficou com 89 votos. Na bancada de Louisiana em 13 de maio houve uma disputa entre as forças de McGovern e o governador George Wallace, aproximadamente todos os delegados escolhidos foram aqueles identificados como descompromissados, muitos deles negros.
Até a convenção, McGovern chegou a a controlar 20 dos 44 delegados de Louisiana, com a maioria dos outros não comprometido. Durante o turno real da convenção nacional, Louisiana ficou em primeiro lugar, contabilizou 18½ de seus 44 votos para Chisholm, com os outros mais bem votados sendo McGovern e o senador Henry M. Jackson com 10¼ cada. De acordo com um delegado, "a estratégia era dar votos á Chisholm por razões sentimentais da primeira votação."
Durante a campanha, o cineasta alemão Pater Lilienthal gravou o documentário Shirley Chisholm for President para o canal de televisão alemão ZDF.

### Termos posteriores
Durante as primárias eleitorais de 1972 Chisholm gerou controvérsia ao fazer uma visita hospitalar a seu rival ideológico e oposição, George Wallace, depois de ser baleado em maio daquele mesmo ano. Anos depois, quando Chisholm trabalhou em um projeto de lei para dar a trabalhadores domésticos o direito a um salário mínimo, Wallace a ajudou angariando votos suficientes entre congressistas sulistas.
De 1977 a 1981, entre o 95º e 96º Congresso, Chisholm foi eleita Secretária da House Democratic Caucus.
Durante todo o seu mandato no Congresso, ela trabalhou para melhorar as oportunidades para os residentes do centro da cidade. Era uma oponente vocal ao projeto que apoiou aumento de gastos para a educação, saúde e outros serviços sociais, e reduções nos gastos militares.
Quanto a segurança nacional e política migratória, Chisholm trabalhou para a revogação da lei de segurança interna de 1950. Se opôs ao envolvimento dos Estados Unidos na Guerra do Vietnam e a expansão dos desenvolvimentos de armas. Durante a administração de Jimmy Carter, Chisholm defendeu um melhor tratamento para os refugiados haitianos.

## Anos subsequentes e morte

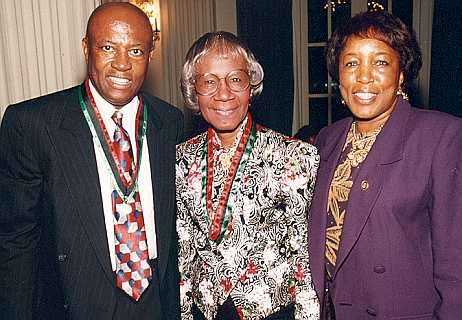
Shirley Chisholm (centro) com o congressista Ed Towns e sua esposa Gwen Towns.

Ao deixar o Congresso, Chisholm se mudou para Williamsville, Nova Iorque. Ela retornou sua carreira de educadora, sendo nomeada a cadeira Purington no Mount Holyoke College, em Massachusetts. Mesmo não participando de nenhum departamento ela pode ocupar cargos em várias áreas; antes ocupados por W. H. Auden, Bertrand Russell, e Arna Bontemps.
Em Mount Holyoke, ela ensinou politica e sociologia de 1983 a 1987, focando em cursos de graduação que envolviam tanto questões políticas quanto relacionadas a gênero e raça. Anos depois, o decano Joseph Ellis comentou que Chisholm contribuiu para a vitalidade da Universidade através de sua presença. Em 1985 ela trabalhou como professora visitante na Spelman College.
Ela continuou a discursar nas universidades por conta própria visitando mais de 150 campus desde que se tornou nacionalmente conhecida.
Ainda envolvida com política, viajou para visitar diferentes grupos minoritários para fortalece-los em níveis locais. De 1984 a 1988 ela apoiou Jesse Jackson nas campanas presidenciais Em 1990, juntamente com outras 15 mulheres afro-americanas, Chisholm formou a African-American Women for Reproductive Freedom.
Retornou à Flórida em 1991 e em 1993 o presidente Bill Clinton a nomeou Embaixadora da Jamaica nos Estados Unidos. Entretanto, devido a problemas de saúde não pode assumir o cargo.
Chisholm morreu em 01 de janeiro de 2005 em Ormond Beach, perto de Daytona Beach, depois sofrer vários acidentes vasculares cerebrais. Ela foi enterrada no Forest Lawn Cemetery em Buffalo, Nova Iorque.

## Legado

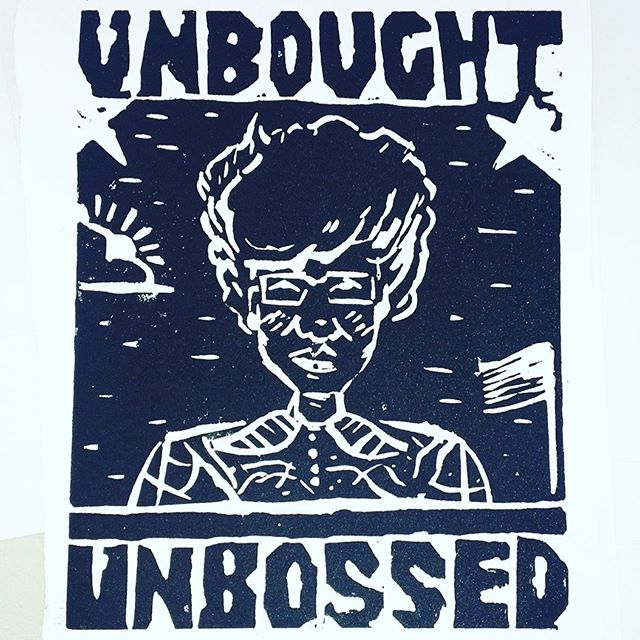
Arte feita por Joe Crawford de Shirley Chisholm

Em fevereiro de 2005, o documentário Chisholm '72: Unbought and Unbossed foi ao ar na TV aberta norte americana. O filme, dirigido e produzido de maneira independente pela cineasta Shola Lynch, narra a candidatura de Chisholm a presidência dos Estados Unidos.
Alguns críticos creditam a candidatura de Chisholm em 1972 como referência as campanhas de Barack Obama e Hillary Clinton em 2008 tanto pela questão de raça quanto pela questão de gênero.
O Centro de pesquisa sobre mulheres Shirley Chishlom (Shirley Chisholm Center for Research on Women) existe na Brooklyn College para promover projetos e programas de pesquisa sobre mulheres e preservar seu legado. A biblioteca da universidade também abriga um arquivo chamado Shirley Chisholm Project on Brooklyn Women's Activism.
O discurso For the Equal Rights Amendment, de Chisholm (10 de agosto de 1970), é considerado o 91º na lista American Rhetoric's Top 100 Speeches do século XX.

## Prêmios e honras
- Em 1971, Shirley Chisholm foi oradora da formatura da Hunter College.[42]
- Em 1974, Chisholm recebeu o título de Doutor Honoris causa em Direito pela Aquinas College.[43]
- Em 1975, recebeu o título de Doutor Honoris causa em Direito pela Smith College.[44]
- Em 1993, Chisholm foi inclusa no National Women's Hall of Fame.
- Em 1996, recebeu o título de Doutor Honoris causa em Direito pela Stetson University, em DeLand (Flórida).[45]
- Em 2002, Molefi Kete Asante listou Shirley Chisholm como uma das 100 maiores personalidades afro americanas.
- Em 2014, um selo comemorativo em sua homenagem foi emitido. É o 37º selo da série Black Heritage dos EUA.
- Em 2015, Chisholm foi postumamente condecorada com a Medalha Presidencial da Liberdade pelo presidente Barack Obama.[46]

## Carreira literária
- Unbought and Unbossed. (Houghton Mifflin, 1970).
- The Good Fight. (Harper Collins, 1973).